# Halcyon Digest
Halcyon Digest – czwarty album amerykańskiej grupy indierockowej Deerhunter, wydany w 2010 roku przez wytwórnię 4AD.
Spośród wszystkich albumów grupy dotarł on do najwyższej pozycji na Billboard 200 – do 37.

## Single
Zespół wydał 2 single z płyty: Memory Boy oraz Revival.

## Recenzje
Płyta otrzymała 86 punktów na 100 możliwych na stronie Metacritic.com. Na liście 50. najlepszych płyt 2010 roku Pitchforka znalazła się na 3. miejscu.

## Lista utworów
Wzystkie utwory napisane przez Bradforda Coxa (wyjątki w nawisie).
1. "Earthquake" – 5:00
2. "Don't Cry" – 2:49
3. "Revival" – 2:13
4. "Sailing" – 5:00
5. "Memory Boy" – 2:09
6. "Desire Lines" (Cox/Pundt) – 6:44
7. "Basement Scene" – 3:41
8. "Helicopter" – 4:58
9. "Fountain Stairs" (Pundt) – 2:38
10. "Coronado" – 3:19
11. "He Would Have Laughed" – 7:29
12. "Rhythm" (utwór dodatkowy na edycji japońskiej) – 2:56
13. "Colorscale" (utwór dodatkowy na edycji japońskiej) – 5:10

## Personel
Deerhunter
- Moses Archuleta – perkusja
- Bradford J. Cox – gitara, wokal
- Joshua Fauver – bas
- Lockett Pundt – gitara, wokal

Oprawa graficzna
- George Mitchell – fotografia na okładce, fotografia
- Will Govus – fotografie wewnątrz
- Dennis Dinion - model
- Deerhunter - fotografia

Technical and production
- Deerhunter - dodatkowa produkcja
- Ben H. Allen – dodatkowa produkcja, miksowanie, overdubs, producent
- David Barbe – inżynier, miksowanie
- Henry Barbe – producent, inżynier
- Winston Barbe – asystent inżyniera, stażysta
- Drew Vandenberg – asystent inżyniera
- Rocbert Gardner – asystent miksowania
- Joe Lambert – mastering

Dodatkowy personel
- Bill Oglesby – saksofon na "Fountain Stairs" i "Coronado"
- Paul McPherson – 12 strunowa gitara na "Coronado"
- Yousuf Ahmed - stażysta
- Matt Tuttle - stażysta

## Pozycje na listach przebojów
- Billboard 200: 37[10]